# Кільдюшевське сільське поселення (Яльчицький район)
Кільдю́шевське сільське поселення (рос. Кильдюшевское сельское поселение) — муніципальне утворення у складі Яльчицького району Чувашії, Росія. Адміністративний центр — присілок Кільдюшево.
Станом на 2002 рік існували Кільдюшевська сільська рада (Велика Єрикла, Емметево, Кільдюшево, Шаймурзино), Кушелгинська сільська рада (присілки Кушелга, Польові Пінери) та Новотінчурінська сільська рада (село Нове тінчуріно).

## Населення
Населення — 1554 особи (2019, 2112 у 2010, 2774 у 2002).

## Склад
До складу поселення входять такі населені пункти:
| Населений пункт          | Населення, осіб (2002) | Населення, осіб (2010) |
| ------------------------ | ---------------------- | ---------------------- |
| Велика Єрикла, присілок  | 116                    | 61                     |
| Емметево, присілок       | 241                    | 145                    |
| Кільдюшево, присілок     | 507                    | 383                    |
| Кушелга, село            | 526                    | 417                    |
| Нове Тінчуріно, село     | 826                    | 659                    |
| Польові Пінери, присілок | 260                    | 238                    |
| Шаймурзино, присілок     | 298                    | 209                    |